# Jacob Otto Lange
Jacob Otto Lange, född 12 november 1833, död 26 maj 1902, var en norsk skogsman och politiker. Han var kusin till Christian C.A. Lange.
Lange var överjägmästare i Kongsberg 1860-91 samt stortingsman 1877-79 och 1883-91. Han var president i 1883-84 års riksrätt, som dömde statsminister Christian Selmer och hans regeringskolleger. Han var medlem av Johannes Steens första regering, först som ledamot av statsrådsavdelningen i Stockholm, sedan som chef för revisionsdepartementet.